# Gustav Freytag

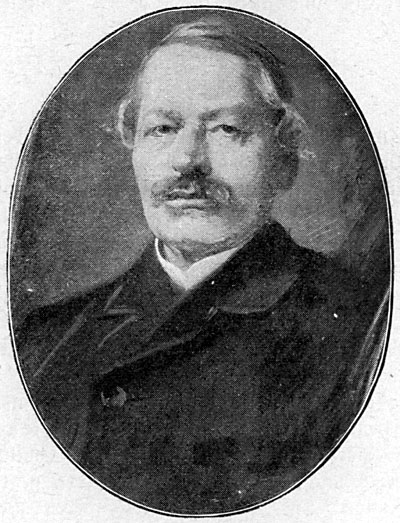
Gustav Freytag

Gustav Freytag (n. 13 iulie 1816 - d. 30 aprilie 1895) a fost un scriitor german.
Romanele sale evocă ascensiunea burgheziei și formarea conștiinței civice în cadrul păturii sociale defavorizate.
În comediile sale satirizează viața politică de provincie.

## Opera
- 1854: Credit și debit ("Soll und Haben")
- 1854: Ziariștii ("Die Journalisten")
- 1859 - 1867: Imagini din trecutul german ("Bilder aus der deutschen Vergangenheit")
- 1863: Tehnica dramei ("Die Technik des Dramas")
- 1873 - 1881: Străbunii ("Die Ahnen").

Freytag a fost editor al revistei Die Grenzboten.
1. 1 2 3  Autoritatea BnF, accesat în 10 octombrie 2015
2. 1 2  Gustav Freytag, Filmportal.de, accesat în 9 octombrie 2017
3. 1 2 3 4  Gustav Freytag[*] Verificați valoarea |titlelink= (ajutor)
4. 1 2 3  Find a Grave, accesat în 28 noiembrie 2024
5. 1 2 3 4  1911 Encyclopædia Britannica/Freytag, Gustav[*] Verificați valoarea |titlelink= (ajutor)
6. 1 2  Freytag, Gustav[*] Verificați valoarea |titlelink= (ajutor)
7. ↑  „Gustav Freytag”, Gemeinsame Normdatei, accesat în 10 decembrie 2014
8. ↑  „Gustav Freytag”, Gemeinsame Normdatei, accesat în 30 decembrie 2014
9. ↑  Фрейтаг Густав, Marea Enciclopedie Sovietică (1969–1978)[*]
10. 1 2 3  „Gustav Freytag”, Gemeinsame Normdatei, accesat în 2 aprilie 2015
11. ↑  CONOR.SI[*] Verificați valoarea |titlelink= (ajutor)